# Конверсионные операции
Конверсионные операции (англ. Foreign Exchange Operations, англ.сокр. Forex или FX) — это сделки участников валютного рынка по обмену оговоренных сумм валюты одной страны на валюту другой страны по согласованному курсу с проведением расчетов на определенную дату.
В юридическом смысле конверсионные операции являются сделками купли-продажи валют.
Главное отличие конверсионных операций от кредитно-депозитных заключается в том, что первые не имеют протяженности во времени, то есть осуществляются в некоторый момент времени, тогда как депозитные операции имеют продолжительность во времени и разную срочность.

## Виды конверсионных сделок
По срокам конверсионные операции делятся на две группы:
1. Операции спот, или текущие конверсионные операции;
2. Операции форвард, или срочные конверсионные операции.

Также отдельно выделяют арбитражные конверсионные сделки.

### Текущие конверсионные операции
В мировой практике принято, что текущие конверсионные операции по основным мировым валютным парам осуществляются на условиях спот, то есть с датой валютирования на 2-й рабочий день после дня заключения сделки. Международный рынок текущих конверсионных операций называется спот-рынком (spot-market). Условия расчетов спот достаточно удобны для контрагентов сделки: в течение текущего и следующего дня после её заключения удобно обработать необходимую документацию, оформить платежные поручения для осуществления переводов.

### Срочные конверсионные операции
Форвардные (срочные) конверсионные операции (англ. FX forward operations или сокр. FWD) — это сделки по обмену валют по заранее согласованному курсу, которые заключаются сегодня, но дата валютирования (то есть выполнение контракта) отложена на определённый срок в будущем.
Форвардные операции делятся на два вида:
1. Аутрайт (outright) — единичная конверсионная операция с датой валютирования, отличной от даты спот. На их долю приходится около 17 % срочных сделок;
2. Валютный своп (FX swap) — они составляют 83 %, то есть большую часть форвардных операций.

## В России
В России, а также в ряде развивающихся стран, сложилась иная практика проведения расчетов по конверсионным операциям. Текущие (или используется термин — кассовые) сделки на валютном рынке заключаются с датой валютирования «сегодня» (today), «завтра» (tomorrow) и лишь изредка на споте. Сделки с датой валютирования сегодня могут заключаться в течение всего рабочего дня, так как допоздна можно осуществлять безналичные переводы по долларам (в США из за восьмичасовой разницы во времени время отсечения приходится на поздний вечер в Москве) и по рублям (по причине того, что Расчетно-кассовые центры (РКЦ) Центрального банка РФ принимают платежные поручения до 21:00 по московскому времени).